# SN 2012F
SN 2012F (PSN J00331954+0348174) – szósta supernowa odkryta w 2012. Wybuch został odkryty 4 stycznia 2012 w ramach programu Catalina Real-Time Transient Survey. W momencie jej odkrycia gwiazda osiągnęła jasność 17,8m. Położona w gwiazdozbiorze Ryb supernowa należy do typu Ib.